# Camillea heterostoma
Camillea heterostoma är en svampart. Camillea heterostoma ingår i släktet Camillea och familjen kolkärnsvampar.

## Underarter
Arten delas in i följande underarter:
- macrospora
- microspora
- heterostoma